# Universidad Seijoh
La Universidad Seijoh Seijoh University (星城大学 Seijō daigaku?) es una universidad privada ubicada en la ciudad de Tōkai, Aichi, Japón. Abierta en abril de 2002, tuvo como predecesora la llamada Ishida Education Group, fundada en 1941.

## Otros datos
- Dirección: 2-172 Fukinodai, Tokai City 476-8588 JAPAN
- Teléfono: +81-52-6016000
- Fax： +81-52-6016010